# Генеральна рада долин Андорри
Генеральна рада (кат. Consell General) — однопалатний парламент Андорри. Також іменується Генеральна рада долин (кат. Consell General de les Valls), для розрізнення з однойменними парламентами.

## Устрій таповноваження
Генеральна рада долин складається з 28 членів, які обираються всенародно на 4 роки за пропорційною системою. З них 14 депутатів обираються за єдиним округом, що представляє всю країну, а решта 14 — від 7 громад Андорри. Хоча до 1997 року депутати обирались по 2 від кожної громади, після цього було прийнято рішення розподілити кількість депутатів від громад відповідно до кількості їх населення.
Генеральна рада обирає зі свого складу голову — генерального синдика (кат. Síndic general), та його заступника субсиндика (кат. Subsíndic).
Генеральна рада за погодженням співкнязів Андорри обирає главу уряду та Виконавчу раду, що складається з прем'єр-міністра, який у ній головує, та 7 міністрів.
Резиденція Генеральної ради долин знаходиться у столиці країни — місті Андорра-ла-Велья.

## Історія
Перший парламент, що мав назву Ради землі (кат. Consell de la Terra), було засновано в Андоррі 1419 року. Він обирав синдиків, які здійснювали керівництво князівством. Хоча рада обиралась населенням, невдовзі її обрання виявилось прерогативою найбільш знатних і багатих родин, тому у 1866 році було проведено реформу, за якою встановлювалась Генеральна рада долин, що обирала першого синдика та субсиндика, які здійснювали виконавчу владу. З її 24 депутатів 20 обирались главами родин на два роки. У 1933 році після спроб Генеральної ради зробити Андорру республікою її розпустили співкнязі і знову обрали за новою виборчою системою, що надавала виборче право усім чоловікам, які досягли 25 років, і право балотуватись чоловікам, які досягли 30 років. У 1970 році право голосу отримали жінки, у 1971 році мінімальний вік виборців було знижено до 21 року, а кандидатів — до 25. У 1973 році жінки здобули право балотуватись до ради, й у 1978 році реформи було закріплено результатами референдуму. Того ж року, із заснуванням громади Ескальдес-Ендоргань, кількість депутатів зросла до 28.
У 1982 році було створено Виконавчу раду, що складалась з голови і 4 радників з міністерськими повноваженнями, а у 1993 році конституція започаткувала пост Глави уряду та замість першого синдика пост Генерального синдика, який виконував лише обов'язки голови парламенту. Також було започатковано формування уряду й парламенту за пропорційною партійною системою, хоча перші політичні партії з'явились в Андоррі тільки у 1976 році, а визнані офіційно лише 1992 року.